# Ángel Rafael Palmerani
Ángel Rafael Palmerani fue un pintor de los siglos XVIII y XIX.

## Biografía
Pintor escenógrafo, en los últimos años del siglo XVIII y primeros del XIX era modelador de la fábrica de porcelana del Retiro. Presentado en 1808 al concurso de premios abierto por la Real Academia de San Fernando, alcanzó en la sección de pintura el segundo de segunda clase. Dedicado posteriormente a la pintura escénica, trabajó para los teatros del Príncipe y la Cruz un gran número de decoraciones para las obras Jocó ó el Orangután, La extranjera, Clarisa Harlowe, La banda y la flor, El mágico de Servan, El Pelayo, Ana Bolena, Un tercero en discordia, VEsale de Roma, El Rey de Argel, Zeida ó la familia árabe, Roberto Dillon, Eufemio de Mesina, El triunfo de la inocencia, El asombro de Jerez y otras.